# Farrukhabad
Farrukhabad fou un estat de l'Índia governat per la dinastia afganesa Bangash, amb títol de nawabs. La capital era Farrukhabad, ciutat del districte de Farrukhabad avui unida a Fatehgarh.

## Història

### Origen dels nawabs de Farrukhabad
Muhammad Khan, un afganès Bangash d'un poble vora la vila de Kaimganj, va reunir dotze mil homes per servir a l'emperador Farrukhsiyar en la seva lluita pel tron i en recompensa va rebre un territori força important al Bundelkhand; el 1714 va obtenir noves terres, entre elles alguns properes al seu lloc d'origen, i va fundar la ciutat de Farrukhabad (del nom de l'emperador); fou governador de la suba d'Allahabad i després de la suba de Malwa però els seus principals serveis foren com a soldat. Va morir el 1743 quan dominava gran part dels futurs districtes de Farrukhabad, Mainpuri i Etah, i parts dels de Cawnpore, Aligarh, Etawah, Budaun i Shahjahanpur.

### Successió i consolidació del poder

#### El mandat de Kaim Khan
El seu fill Kaim Khan el va succeir fins al 1748. En aquest any (11 de març) Saadat Khan, el wazir de l'emperador Muhammad Shah i governador d'Oudh, fou cridat a Delhi i substituït pel seu nebot Safdar Jang. Vers el 14 d'abril de 1748 l'emperador Muhammad Shah va morir i Safdar Jang va proclamar emperador a Ahmad Shah i va obtenir per a si mateix el títol de wazir. Inicialment va incitar a Kaim Khan de Farrukhabad a atacar als rohilles; Kaim Khan va marxar amb un exèrcit contra aquests i va lliurar una desastrosa batalla a Kadirganj (districte de Budaun) el 22 de novembre de 1748; Kaim Khan fou derrotat i mort i els rohilles es va apoderar d'una part del territori de Kaim Khan, el situat al nord del Ganges.

#### Conflicte amb Safdar Jang
Safdar Jang coneguda la derrota va aconsellar a l'emperador d'aprofitar l'ocasió per desfer-se dels nawabs Bangash de Farrukhabad. L'emperador el va escoltar i va reunir forces que van avançar cap a Koil mentre Safdar Khan anava en la mateixa direcció amb les seves pròpies forces. Safdar Jang tenia al seu servei un bakhsi o diwan del clan Saksena Kayasth de les famílies Chakwa i Parasna, de nom Nawal Rai, la nissaga del qual eren qanuqos hereditaris de la pargana d'Etawah, i que havia servit a Ratan Chand Bania, el diwan d'Abdulla Khan i d'Husain Ali, vers 1720, i havia arribat per mèrits a subgovernador de les subas d'Oudh i d'Allahabad. Safdar Jang va ordenar a Nawal Rai sortir de Luckbow per reunir-se amb ell i el 15 de desembre de 1749 Nawal Rai creuava el Ganges amb una poderosa força; els afganesos de Farrukhabad li van presentar batalla però finalment aquests van fer submissió per decisió de Bibi Sahiba, la mare del nawab Kaim Khan, que va acceptar pagar un fort tribut. Nawal Rai per orde de Safdar Jang va ocupar el territoris dels nawabs Bangash i va establir el seu contingent a Kanauj.

### Revolta i restauració d'Ahmad Khan

#### Revolta afganesa i derrota de Nawal Rai
Les opressions del subordinats de Nawal Rai van fer revoltar els afganesos, que van proclamar a Ahmad Khan, germà de Kaim Khan, que vivia retirat. Quan Nawal Rai se'n va assabentar va avançar cap a Khudaganj, a uns 25 km al sud-est de Farrukhabad, amb un fort exèrcit i al mateix temps demanava reforços a Delhi. Ahmad Khan el va atacar a Khudaganj l'1 d'agost de 1750, i fou derrotat i mort. El nawab wazir Safar Jang, va conèixer la derrota quan era a Mathura i va avançar amb les seves forces donant ordes al seu fill Djalal al-Din Haider (després conegut com a Shuja al-Dawla) que era governador d'Allahabad, de matar a cinc ostatges afganesos entregats per Bibi Sahiba el 1748, orde que fou complida. El wazir es va aturar un mes a Marahra i després va avançar i es va fer fort a Ram Chhatauni a uns 3 km a l'oest de Patiali al Ganges. Aquí el 13 de setembre de 1750 fou atacat i derrotat per Ahmad Khan; Safdar va quedar ferit però va poder fugir encara que va caure en desgràcia a Delhi i es va iniciar una conspiració per privar-lo dels seus dominis a Oudh.

#### Restauració d'Ahmad Khan
Ahmad Khan, mercès als bons oficis de Ghazi al-Din Firoz Jang, va rebre un khilat de l'emperador i un decret que el restaurava en tot el territori de la seva família del que havia estat privat el 1748. Ahmad Khan es va sentir prou fort per atacat el fot d'Allahabad que va assetjar.

### Conflictes amb els marathes

#### Aliança amb els marathes i combats inicials
En aquest temps un exèrcit maratha dirigir per Mulhar Rao i Apa Sindhia estava a la rodalia de Kotah, a 420 km al sud de Delhi. Safdar Jang va entrar en negociacions amb aquests generals encara que la seva primera preocupació era recuperar el favor de l'emperador cosa que va aconseguir amb els bons oficis de Nazir Jawaid Khan; poc després l'exèrcit maratha era agafat al servei de l'emperador amb un bon sou i posat al servei de Safdar Jang contra Ahmad Khan de Farrukhabad. Les forces de Suraj Mal, el príncep Jat de Bharatpur, també es van unir a l'exèrcit de Safdar Jang i el poderós exèrcit així format va avançar creuant el Yamuna. El primer combat fou contra Shahdil Khan, amil del nawab Ahmad Khan a Koil (finals de març de 1751). Shahdil Khan es va haver de retirar. Ahmad Khan que era a Allahabad, va abandonar el setge i es va retirar a Farrukhabad.

#### Tractat de pau i suport afganès
Després de diversos combats Safdar Jang i Ahmad Khan ven entrar a Farrukhabad al començament del 1752. Pel tractat de pau el deute contret per Safdar Jang amb els marathes, fou transferida a Ahmad Khan i per garantir el pagament es va concedir als marathes 16 dels 33 mahals del territori del nawab. El 1761 Ahmad va ajudar a Ahmad Shah Durrani a Panipat i va recuperar bona part dels territoris perduts però això el va enfrontar amb Shuja al-Dawla d'Oudh que aspirava també a aquests territoris; Ahmad Khan, fort de la seva aliança afganesa no podia ser atacat llavors.

### Decadència de Farrukhabad

#### Conflictes amb els marathes i els rohilles
El wazir Najib al-Dawla també s'havia vist frustrat per la intervenció rohilla a favor d'Ahmad Khan Bangash el 1762 i el 1770 i va preparar un pla contra el rohilla Hafiz Rahmat Khan: Un exèrcit maratha fou convidat a Delhi per participar en la conquesta de Farrukhabad i després envair Rohilkhand; les forces marathes i de Najib unides van avançar fins a Koil, on Najib es va posar malalt i es va retirar deixant al front al seu fill gran Zabita Khan. Però Zabita no volia combatre contra els afganesos i els marathes ho sabien i el van convertir pràcticament en presoner al campament i van oferir a Hafiz Rahmat Khan el seu alliberament i la pau a canvi de diners, però el preu demanat era alt (la cessió dels jagirs d'Etawah i Shikohabad) i Hafiz Rahmat Khan no hi va accedir; mentre es negociava Zabita Khan es va escapar i llavors es van produir diversos enfrontaments entre marathes i afganesos. El 1771 els marathes van avançar cap a Delhi i van reinstal·lar a l'emperador Shah Alam II, i així foren els amos de l'imperi. Els marathes van recuperar els territoris de Farrukhabad que els havien estat cedits i poc després Ahmad Khan va morir i els seus altres territoris van esdevenir tributaris d'Oudh.

#### Arribada del domini britànic
El 1801 Oudh va transferir els seus drets al tribut als britànics i el nawab va vendre els seus drets a aquests el 4 de juny de 1802 a canvi d'una pensió anual de 108.000 rúpies. El nawab va ser restablert amb plens poders durant la revolta dels sipais (18 de juny de 1857 a 3 de gener de 1858).

## Llista de nawabs
- Nawab Muhammad Khan Ghazanfar Jang 1714-1743
- Nawab Kaim Khan (fill) 1743-1748
- Nawab Imam Khan (germà) 1748-1749
- Nawab Ahmad Khan 1749-1771 (germà, + novembre de 1771)
- Nawab Muzaffar Jang 1771-1796 (fill)
- Nawab Imdad Husain Khan Nasir Jang 1796-1802 (fill, + 1813)
- Nawab Khadim Husain Shaukat-i-Jang (fill, títol: 1813-1823)
- Nawab Tajammul Husain Khan (fill, títol: 1823-1846)
- Nawab Tafazzul Husain Khan (cosí) 1846-1858 (sobirà) 1857-1858 (+ 1858)
- Nawab Zafar Husain Khan (fill, títol 1858-?)